# Йоргос Петалотіс

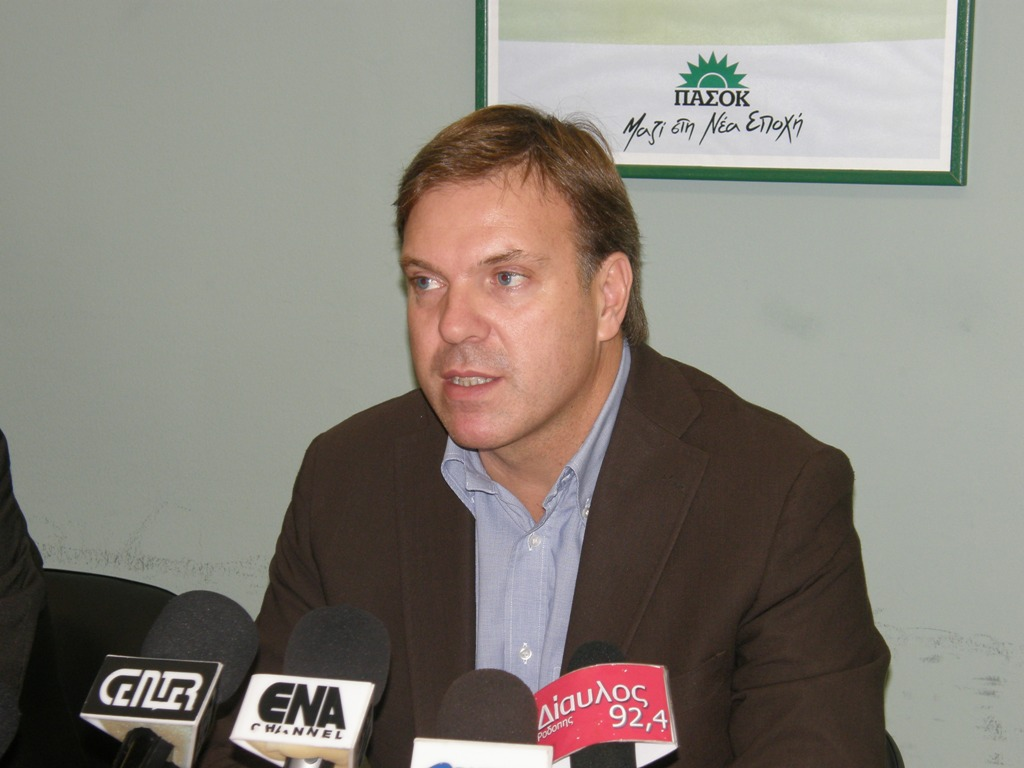
Йоргос Петалотіс

Йоргос Петалотіс (грец. Γιώργος Πεταλωτής; 11 березня 1964, Комотіні) — грецький політик, від 7 вересня 2010 до 17 червня 2011 року був речником уряду Греції.

## Біографія
Вивчав право в Університеті Аристотеля у Салоніках, закінчив аспірантуру юридичного факультету Університету Демокріта у Фракії в галузі кримінального права та кримінології, а також правової термінології, мови і культури в Гейдельберзькому університеті, Німеччина.
Президент Фонду Мосхідів-Кіріакідіс у Комотіні та член правління компанії з розвитку та управління майном Університету Демокріта у Фракії. Між 1993–2002 роками працював членом ради колегії адвокатів Родопі. У 1998 році обраний номархом Родопі. Переобирався на цю посаду у 2002 і 2006 роках.
У період 1998–2002 і 2002–2006 років обіймав посаду секретаря, а потім голови Ради номархії Родопі. У 2002 обраний президентом Асоціації адвокатів Родопі і переобраний у 2005 році. З 2002 по 2005 рік він був членом Координаційного комітету Палати президентів адвокатів країни.
У вересні 2007 року вперше обраний членом Грецького парламенту від партії ПАСОК. Від 2010 року виконував обов'язки речника уряду Греції.
Одружений, має доньку.